# Garcihernández
Garcihernández település Spanyolországban, Salamanca tartományban. Garcihernández Villagonzalo de Tormes, Encinas de Abajo, Alconada, Peñarandilla, Tordillos, Pedrosillo de Alba, Aldeaseca de Alba és Alba de Tormes községekkel határos. Lakosainak száma 411 fő (2024).

## Népesség
A település népessége az elmúlt években az alábbi módon változott:
| Lakosok száma | 611  | 596  | 564  | 541  | 516  | 499  | 469  | 449  | 426  | 411  |
|               | 2001 | 2004 | 2007 | 2009 | 2012 | 2014 | 2017 | 2019 | 2022 | 2024 |